# Zhang Yuning
Zhang Yuning (kinesisk: 张玉宁, pinyin: Zhāng Yùníng, født 5. januar 1997) er en kinesisk professionel fodboldspiller, der spiller for Chinese Super League-klubben Beijing Guoan og det kinesiske landshold

## Klubkarriere

### Hangzhou Greentown
Den 13. maj 2015 debuterede Zhang Yuning for Hangzhou Greentowns førstehold i en Kinesisk FA Cup-kamp imod Wuhan Hongxing.

### Vitesse
I juli 2015 skiftede Zhang Yuning til Eredivisie-klubben Vitesse på en to-årig kontrakt.
Den 13. februar 2016 debuterede han for klubben i en 3-0 sejr mod SC Heerenveen, hvor han blev skiftet ind i det 86. minut for at erstatte Valeri Qazaishvili.
Den 6. marts 2016 scorede han sit første mål for klubben i en 2-1 sejr mod Roda JC.

### West Bromwich Albion
I juli 2017 skiftede Zhang Yuning til Premier League-klubben West Bromwich Albion på en tre-årig kontrakt, og blev straks lejet ud til Bundesliga-klubben Werder Bremen for 2 år, men hans lejeaftale sluttede før tid i juni 2018.

### ADO Den Haag
Den 22. juni 2018 blev Zhang Yuning lejet ud til Eredivisie-klubben ADO Den Haag for 2018-19-sæsonen.
Den 24. november 2018 debuterede han for klubben i en 3-2 sejr mod PEC Zwolle.
Den 22. februar 2019 sluttede hans lejeaftale hos Den Haag før tid.

### Beijing Guoan
Den 24. februar 2019 skiftede Zhang Yuning til Chinese Super League-klubben Beijing Guoan.
Den 1. marts 2019 debuterede han for klubben i en 1-0 sejr mod Wuhan Zall.
Den 9. marts 2019 scorede han sit første mål for klubben i en 4-0 sejr mod Chongqing Lifan.

## Landsholdskarriere
Den 3. juni 2016 debuterede Zhang Yuning for det kinesiske landshold i en 4-2 sejr mod Trinidad og Tobago, hvor han scorede to mål og lavede en assist.